# Anning (Yunnan)
Anning is een stad in de provincie Yunnan van China. Anning is de zetel van het arrondissement Anning. Anning heeft ongeveer 260.000 inwoners en ligt niet ver -zo'n 30 kilometer- van Kunming, waarmee het een spoorverbinding heeft. Zowel Baowu als de Jingye Group hebben hier een grote staalfabriek. In Anning ligt ook een werkkamp.

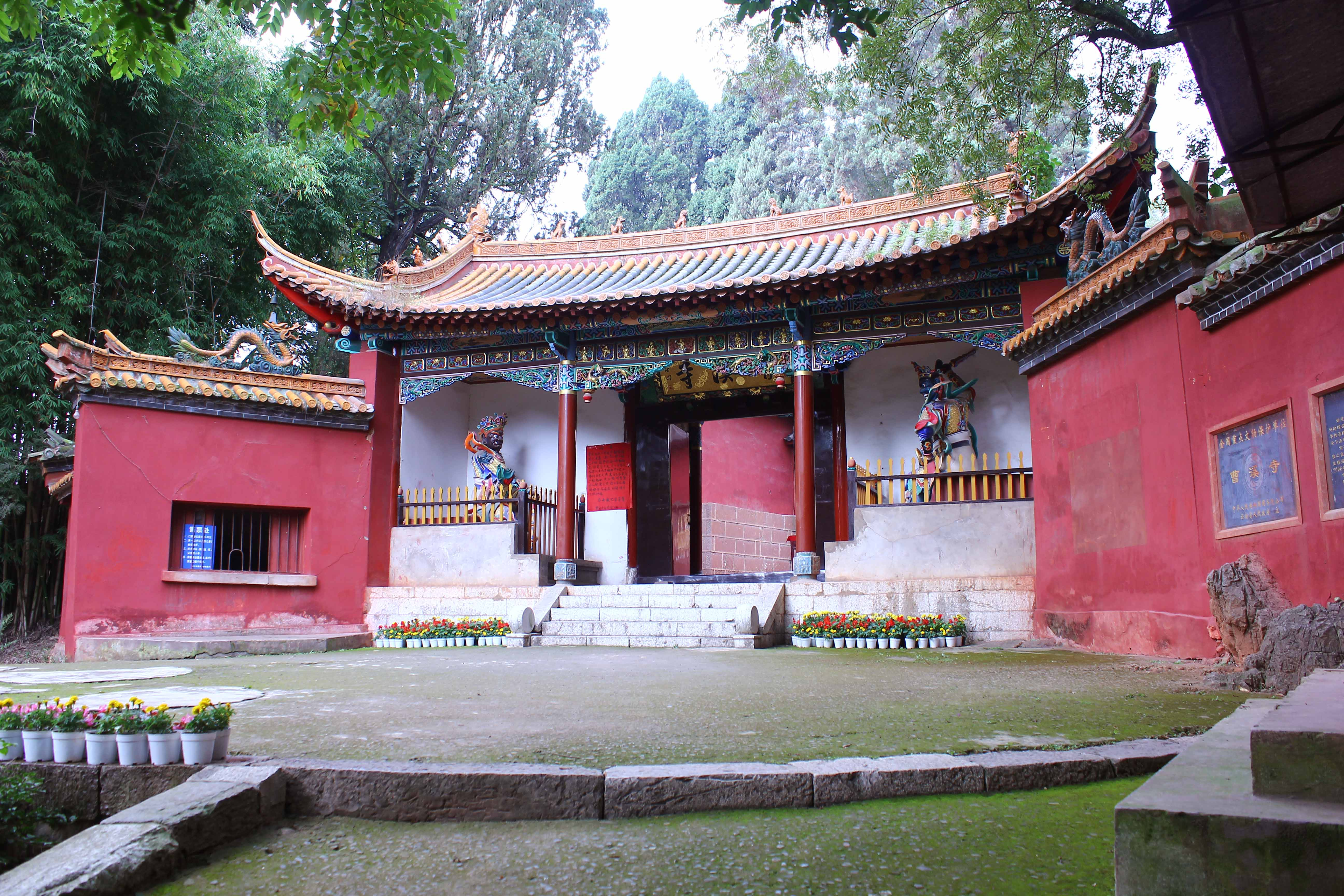
Tempel in Anning